# Научни менаџмент
Научни менаџмент представља фазу у развоју менаџмента у којој су постављене основе модерне науке о менаџменту. Развој научног менаџмента се везује за америчког инжењера Фредерика Тејлора, који је први истакао нужност коришћења науке и савремених метода у проучавању и примени менаџмента.
Суштину научног приступа чини проналажење тзв. „најбољег начина“ обављања одређеног посла. Пошто су квалификовани радници у то време били редак ресурс, раст продуктивности се могао остварити развојем метода селекције, обуке и мотивације радника.

## Научни менаџмент у западним земљама
Научни менаџмент је назив којим се означава филозофија и група метода и техника које се заснивају на проучавању организације посла на нивоу операција у циљу повећања ефикасности. Ово управљање или овај приступ проучавању и унапређивању менаџмента развио се после индустријске револуције, у време велике акумулације физичких и људских ресурса и на тој основи, стварања пословних организација у америчкој привреди.
„Ове организације (организације у америчкој привреди) су расле због проширења тржишта, због усавршавања технологије, ширег коришћења електричне енергије и побољшавања у транспорту и комуникацији. Организацијама је било потребно боље разумевање начина на који би се њима могло успешно управљати, рационалније методе обављања и организовања пословања, као и бољи руководиоци и радници који ће бити у стању да обављају најразличитије задатке које пред њих поставља развој једне индустријске државе. Ово је било окружење у коме је дошло до следеће фазе развоја идеје о менаџменту, као и појаве кључне фигуре која је применила научне методе на индустријске проблеме — Фредрика В. Тејлора“.
Уз Тејлора, као творци или као кључни аутори овог концепта често се наводе и друга два истраживача ове проблематике из тог времена — француски инжењер Анри Фејо и амерички фабрикант Хенри Форд (чак се за рад у Фордовим фабрикама развио погрдан појам „фордизам“).

## Научни менаџмент у СССР-у
Неки од принципа научног менаџмента примењени су чак и на истоку, у СССР-у, где је Лењин, импресиониран тејлоризмом, са Стаљином тежио усвајању Тејлорових принципа, као и Фордових метода масовне производње у совјетским фабрикама.
Историчар Томас Хјуз је описао начин на који је Совјетски Савез 1920-их и 1930-их година са ентузијазмом прихватио фордизам и тејлоризам, доводећи америчке експерте из оба поља, као и америчке инжењерске фирме да изграде делове нове индустријске инфраструктуре. Трагови утицаја тејлоризма на совјетску мисао приметни су у концептима Петогодишњег плана и централизоване економије. Хјуз притом цитира Стаљина:
„Америчка ефикасност је та несавладива сила које нити зна, нити признаје препреке; то се преноси на задатке од тренутка када су отпочети, до тренутка када су завршени, па чак и ако су у питању мањи подухвати; и без чега је било какав озбиљан конструктиван рад немогућ. Комбинација руског револуционарног заокрета и америчке ефикасности чини суштину Лењинизма.“